# Androne (mitologia)
Nella mitologia greca,  Androne era il nome del figlio di Anio e Dorippa.

## Nella mitologia
Androne, fratello delle Vignaiole, le tre ragazze che ebbero come dono da Dioniso il poter creare olio, vino e grano all'infinito, fu discepolo di Apollo per quanto riguarda l'arte mantica, come già suo padre. Divenne successivamente re di Andro.
Quando le sue sorelle furono rapite da Odisseo, secondo una tradizione esse fuggirono trovando nel regno del fratello un rifugio sicuro. La versione più diffusa narra invece che vennero trasformate in colombe da Dioniso affinché appunto non cadessero di nuovo in mano agli Achei.